# Limenitis oberthueri
Limenitis oberthueri är en fjärilsart som beskrevs av Jean Baptiste Boisduval. Limenitis oberthueri ingår i släktet Limenitis och familjen praktfjärilar. Inga underarter finns listade i Catalogue of Life.